# Terreiro Matamba Tombenci Neto
Matamba Tombenci Neto é um terreiro de Candomblé angola localizado em Ilhéus, Bahia. É relacionado ao terreiro de nação angola mais antigo da Bahia, o Terreiro Tumbensi, através da mameto-de-inquice Maria Genoveva do Bonfim, Maria Neném. Desde 1973 é liderado por Ilza Rodrigues Pereira dos Santos, Mãe Ilza, Mameto Mucalê.

## História
O terreiro Matamba Tombenci Neto está relacionado à mameto-de-inquice conhecida como Maria Neném, filha de santo de Roberto Barros Reis, africano que teria recebido esse sobrenome por ter sido escravo de certo Barros Reis. Nascida em 1865 e falecida em 1945, Maria Neném, em data incerta, abriu, em Salvador, o Terreiro Tumbensi.[carece de fontes?]
Paralelamente, em 1885, Tiodolina Félix Rodrigues, Iá Tidu abria em Ilhéus o terreiro Aldeia de Hongolo, permanecendo até sua morte, em 1914, sob seu comando. Mais ou menos nessa época, Euzébio Félix Rodrigues, Tata Gombé, filho natural de Iá Tidu, conheceu em Salvador um africano chamado Hipólito Reis, Dilazenze Malungo, que viria a tornar-se seu tata-de-inquice. Ambos visitavam Ilhéus com frequência e em 1915 Gombé assumiu o terreiro da mãe, que passou a se chamar Terreiro de Roxo Mucumbo, já que este era seu inquice, equivalente ao orixá Ogum no candomblé Queto, assim como Hongolo, Oxumarê na [[Nação Queto, era o de Iá Tidu.[carece de fontes?]
Euzébio permaneceu à frente do terreiro até sua morte, em 1941, quando sua irmã, Izabel Rodrigues Pereira, Mameto Bandanelunga, Dona Roxa, assumiria a direção. Dona Izabel, ao lado de sua filha Ilza, com seis ou sete anos de idade, também passou pelos rituais de iniciação preliminares com Dilazenze Malungo, que, depois disso, voltou para a África, não podendo, portanto, concluir suas obrigações — o que teria levado Dona Roxa a decidir que, antes de assumir definitivamente o terreiro, deveria fazê-lo. Para isso, chamou Marcelina Plácida, conhecida como Dona Maçu, filha de santo da fundadora do Terreiro Tumbensi em Salvador, a famosa Maria Neném. Realizadas todas as obrigações, o terreiro retomou suas atividades em 1946, já no bairro do Alto da Conquista com o nome de Terreiro Senhora Sant’Ana Tombenci Neto.[carece de fontes?]
Dona Roxa faleceu em 25 de outubro de 1973 e foi sucedida por Ilza Rodrigues, uma de suas quatro filhas carnais, também iniciada por Dona Maçu. A sucessão de Dona Roxa, em 1973, apresentou surpresas. Quase todos esperavam que a sucessora fosse uma das irmãs de Dona Ilza Rodrigues, Mameto Mucalê, mas após o enterro e os ritos funerários, Dona Maçu revelou que Dona Roxa deixara explícito que a sucessora deveria ser a própria Ilza, indicação que, como é estritamente necessário, foi confirmada pelo jogo de búzios. Mameto Mucalê assumiu e o terreiro deu origem a mais de cinquenta casas, denominadas “Tombenci Bisnetos”, espalhadas não apenas pela Bahia, mas também em São Paulo e no Rio de Janeiro. Organizado sobre uma base familiar, composta pela mãe-de-santo, seus quatorze filhos carnais, todos iniciados em diferentes graus, e suas respectivas famílias, o Tombenci caracteriza-se também por possuir uma intensa vida comunitária, com ligações privilegiadas com a área dos Carilos e com o bairro da Conquista em geral.[carece de fontes?]

## Atividades culturais
Em 1986, alguns jovens membros do Matamba Tombenci Neto fundaram o Grupo de Preservação da Cultura Negra Dilazenze. O bloco-afro tem como objetivo principal a preservação e a divulgação da cultura afro-brasileira na região sul da Bahia. Em 2004, foi fundada a organização não-governamental denominada “Organização Gongombira de Cultura e Cidadania”. Em 2005, organizou-se a “Associação Beneficente e Cultural Matamba Tombenci Neto”. E em 2006, foram inaugurados o “Memorial Unzó Tombenci Neto”, que reúne objetos importantes da história do terreiro, e a “Galeria Ingué Caitumba”, que reúne fotos do acervo histórico do terreiro.